# Déluge (astronautique)

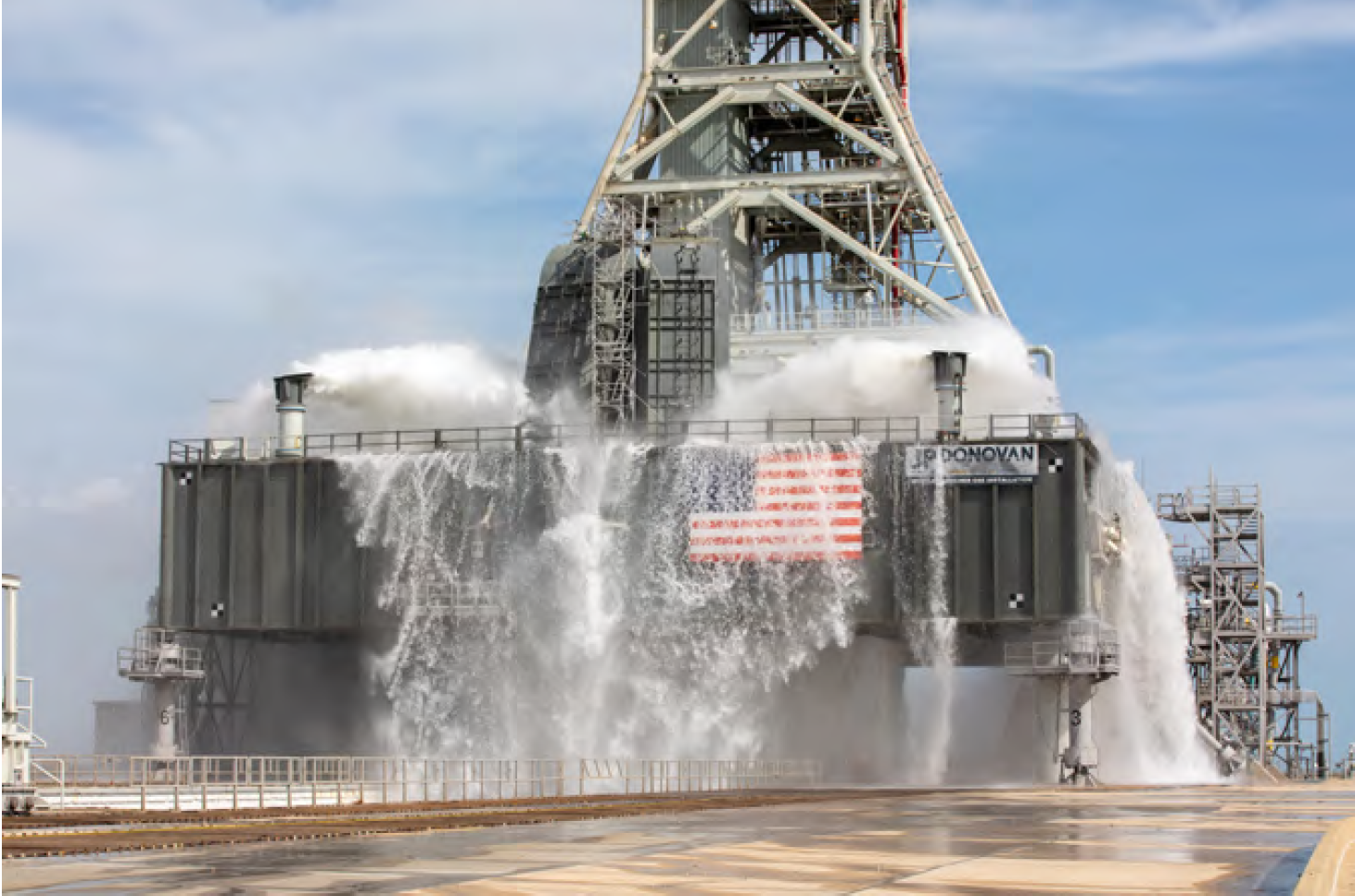
Test du système de déluge de la plateforme de lancement de la fusée de la NASA Space Launch System (SLS).

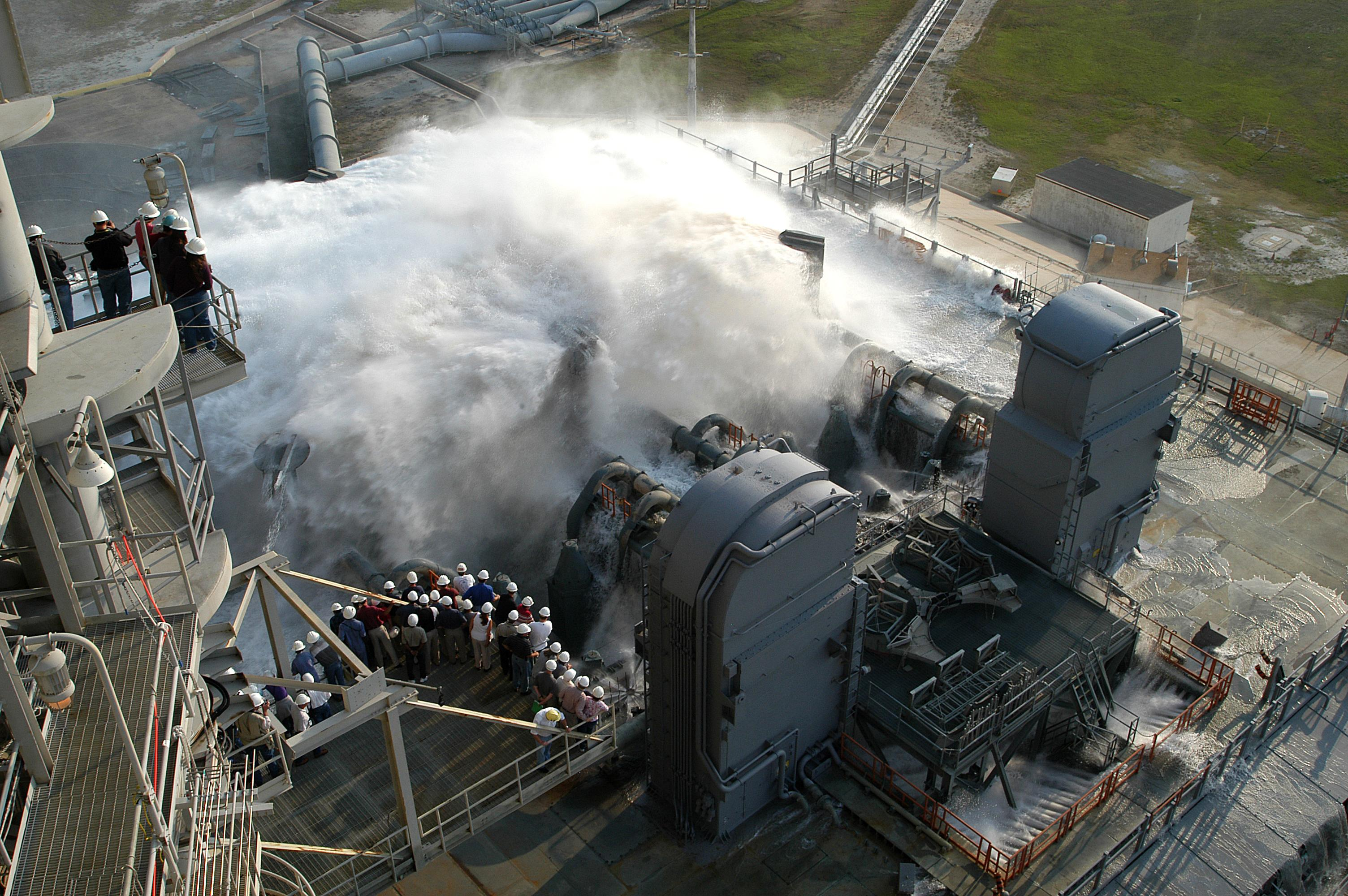
Test de déluge de la table de lancement de la Navette spatiale américaine.

En astronautique, un déluge est un système du pas de tir permettant de déverser de l'eau au niveau de l'échappement d'un lanceur spatial au moment de son décollage. Il permet d'atténuer les ondes acoustiques et d'éviter un rebond de l'onde de choc vers le lanceur, qui pourrait l'endommager.

## Principe
Un déluge peut être couplé à des carneaux qui canalisent le flux de gaz éjectés par le ou les propulseurs.
Une partie de la chaleur extrême engendrée par la combustion est captée par les milliers de litres d'eau qui se transforment en vapeur, constituant un nuage de vapeur d'eau caractéristique des décollages.

## Utilisation
Les pas de tir de Wenchang sont les premiers en Chine à disposer d'un système d'atténuation des vibrations utilisant le déversement de grandes quantités d'eau lorsque les moteurs sont mis à feu.
Tous les pas de tir ne possèdent pas de déluge. Pour ceux des fusées Soyouz par exemple, la table de lancement est située au-dessus d'un vaste espace vide, ce qui évite le rebond de l'onde de choc.